# Detarium senegalense

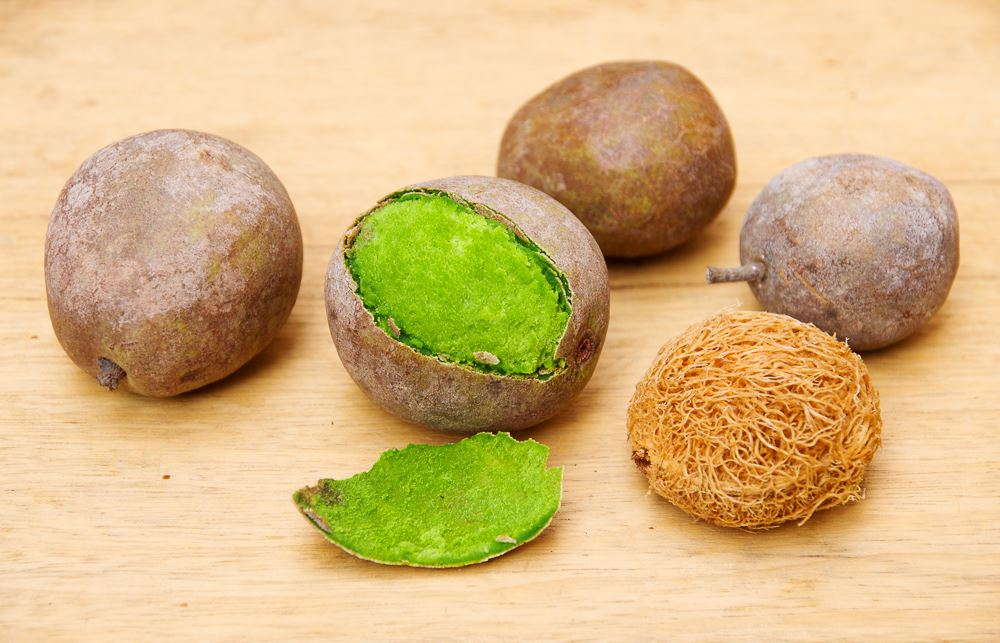
Frucht von Detarium senegalense mit grünem und faserig-mehligem und dem freigelegten, knochig-fibrösen, wollknäueligen Mesokarpteil

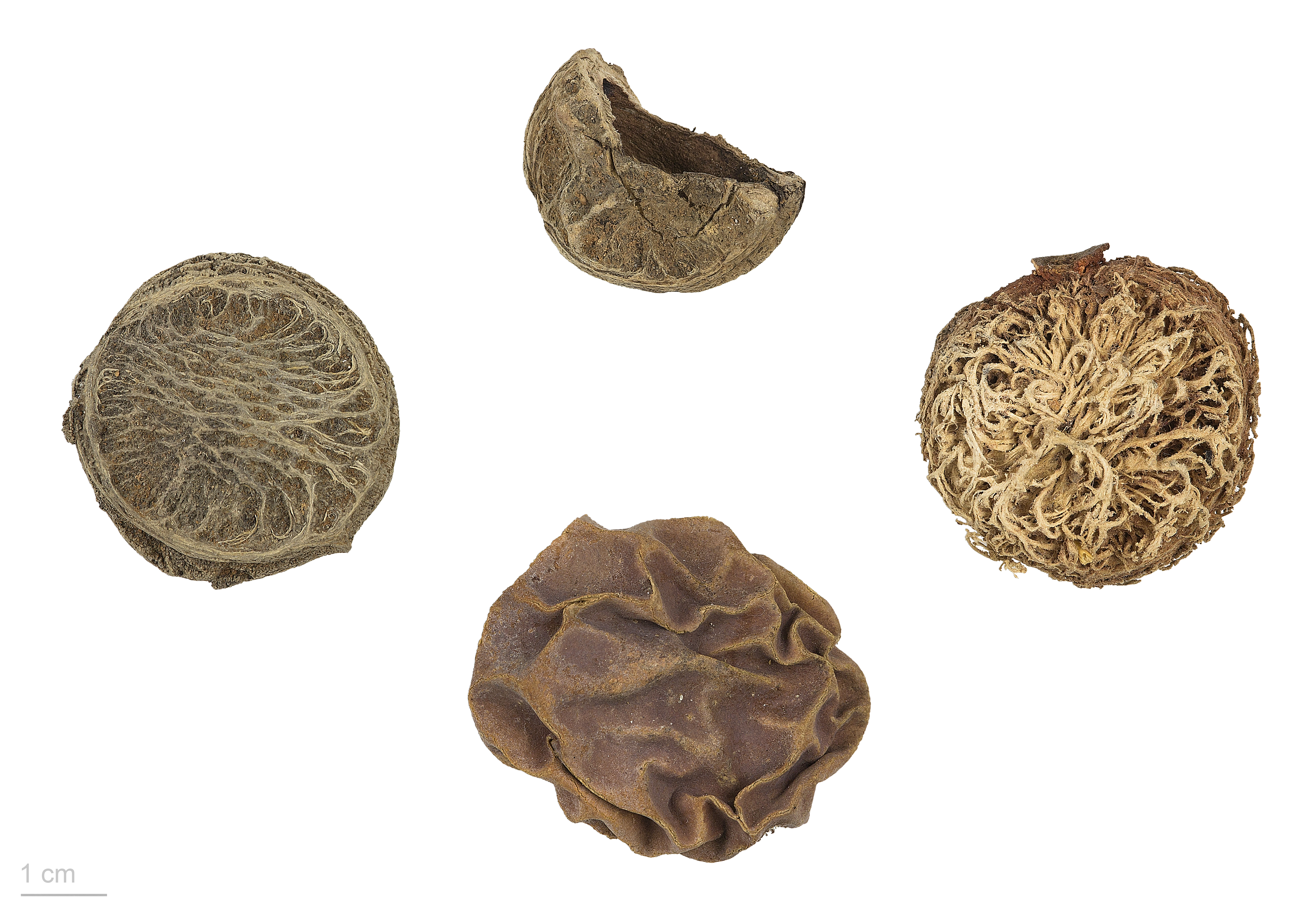
Steinkern (oder holziges Meso- und Endokarp) und unten der Samen von Detarium senegalense

Detarium senegalense ist eine Pflanzenart aus der Gattung Detarium in der Unterfamilie der Johannisbrotgewächse (Caesalpinioideae) innerhalb der Familie der Hülsenfrüchtler (Fabaceae). Sie ist im tropischen Afrika verbreitet. Ihre unter anderem als Ditakh bekannten Früchte sind essbar.

## Beschreibung

### Vegetative Merkmale
Detarium senegalense wächst als laubabwerfender Baum mit dichter Krone und erreicht Wuchshöhen von 15 bis 39 Meter. Der Stammdurchmesser kann 60–100 Zentimeter erreichen. Die bräunlich-graue Borke ist feinrissig bis leicht schuppig. Der Baum scheidet ein gelbliches, aromatisches Harz aus.
Die wechselständigen, gestielten Laubblätter sind meistens unpaarig oder paarig und wechselnd gefiedert, mit etwa 7–13 kurz gestielten Blättchen. Sie sind mit Blattstiel bis 23 Zentimeter lang. Die ganzrandigen, unterseits helleren Blättchen sind eiförmig bis verkehrt-eiförmig oder elliptisch und etwa 5–8 × 2–4 cm groß. Sie sind abgerundet oder rundspitzig bis ausgerandet und unterseits schwach behaart. Die Blättchenspreite besitzt lichtdurchlässige Punkte. Die Nervatur ist gefiedert mit hellerer, unterseits erhabener Mittelader. Die kleinen Nebenblätter sind abfallend.

### Generative Merkmale
In 10 bis 15 cm langen, achselständigen und leicht haarigen, vielblütigen rispigen Blütenständen stehen die Blüten zusammen. Die Trag- und Vorblätter sind früh abfallend. Die zwittrigen, vierzähligen und kurz gestielten Blüten mit einfacher Blütenhülle haben keine Kronblätter. Die vier weißlichen, etwa 4 mm langen, mehr oder weniger haarigen Kelchblätter sind eiförmig und etwa 4 mm lang. Eines ist etwas größer als die anderen drei. Es sind meist 10 freie, vorstehende Staubblätter mit weißen Staubfäden vorhanden. Der haarige, einkammerige Fruchtknoten ist oberständig und kurz gestielt, mit einem teils umgebogenen bis eingerollten, weißen Griffel.
Es werden kahle, bräunliche und rundliche, relativ glatte Steinfrüchte (oder steinfruchtartige Hülsenfrüchte) gebildet. Sie sind etwa 5–7 cm groß. Die leicht holzige Fruchtschale (oder die Klappen, Valven) bricht leicht. Das zweischichtige Mesokarp ist einerseits grün und faserig-mehlig, andererseits knochig-fibrös und wollknäuelig bis unten herum holzig, fest und mit dem Endokarp (bzw. dem bräunlichen und einsamigen Steinkern) verwachsen. Der abgeflachte, rundliche, etwa 2,5 cm große, harte und glatte Samen ist braun und runzlig bis faltig.

## Systematik
Die Erstbeschreibung von Detarium senegalense erfolgte 1791 durch Johann Friedrich Gmelin in Systema Naturae ... Tomus II. Editio decima tertia ...reformatum Band 2(1), Seite 700. Ein Synonym für Detarium senegalense J.F.Gmel. ist Detarium heudelotianum Baill. Zeitweise war auch die Bezeichnung Detarium senegalensis statt Detarium senegalense in Gebrauch.

## Verbreitung
Detarium senegalense ist im tropischen zentralen bis westlichen Afrika verbreitet, dabei vor allem im westlichen Teil. Die Vorkommen liegen im Westen in den Staaten Benin, Burkina Faso, Elfenbeinküste, Gambia, Ghana, Guinea, Guinea-Bissau, Liberia, Nigeria, Senegal, Sierra Leone und Togo; nach Osten reichen die Vorkommen bis in die Demokratische Republik Kongo, die Zentralafrikanische Republik und in den Sudan. Detarium senegalense wird in Indonesien sowie auf Trinidad und Tobago angebaut.

## Nutzung

### Obst
Die Früchte von Detarium senegalense sind in der Region Senegambia unter den Namen Ditakh (auch in der Schreibweise Ditach, Ditah und Ditax) in der Wolof-Sprache, Tallo (auch in der Schreibweise Taloo) in Mandinka, Boto in Fulfulde und Bungungut in Diola bekannt.
Die an Vitamin C reiche und auch sonst sehr nahrhafte Frucht hat ein grünliches, faserig-mehliges Fruchtfleisch und ist von säuerlichem Geschmack. Sie enthält etwa 1290 mg Vitamin C pro 100 g (knapp halb so viel wie die Acerola-Frucht) und zählen damit zu den Vitamin-C-reichsten Früchten überhaupt. Daneben enthält sie auch B-Vitamine, Calcium, Eisen und Phosphor.
Die Frucht wird frisch gegessen oder in der lokalen Küche Senegals und Gambias zu einem erfrischenden Getränk verarbeitet, dessen Saft leuchtend grün aussieht. Im Senegal wird sie auch zur Herstellung von Babynahrung genutzt.
Die Früchte von Detarium senegalense reifen in 170 bis 200 Tagen und können nach dem Pflücken vom Baum eineinhalb Monate aufbewahrt werden.

### Holz
Das Holz von Detarium senegalense wird unter den Bezeichnungen Boiré, Mambode (auch Mamboe) und Bodo gehandelt. Ein englischsprachiger Trivialname für diese Baumart ist „tallow tree“. Ihr Holz ist kupferbraun mit dunkelbraunen Adern und ähnelt etwas dem Nussbaumholz. Es wird vor allem für die Möbeltischlerei sowie für Furniere und Parkett verwendet. Die Rohdichte des Holzes beträgt 0,65 bis 0,75 g/cm3.